# Клевер земляничный
Кле́вер земляни́чный (лат. Trifolium fragiferum) — вид многолетних травянистых растений рода Клевер (Trifolium) семейства Бобовые (Fabaceae). Ценное кормовое растение способное расти на засоленных почвах.
Народные названия: пустоягодник.

## Ботаническое описание

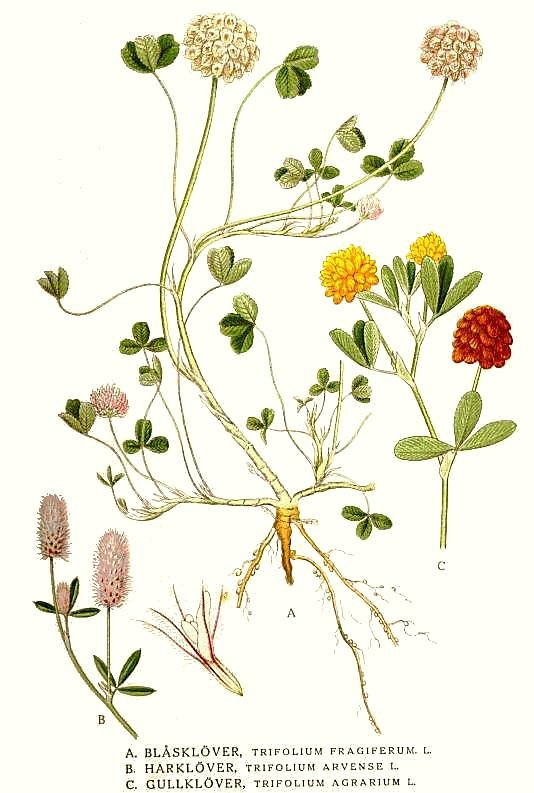
Клевер земляничный (в центре).

Многолетнее растение высотой 10—20 см с восходящим или лежачим, слабо ветвистым стеблем.
Листья тройчатые, до 20 см длиной, волосистые, на длинных черешках. Листовые пластинки эллиптические или яйцевидные, с беловатым или красноватым узором.
Соцветия — головки. Цветки мотыльковые, от розовых до мясо-красных.
Плод — кожистый боб с 1—2 семенами.
Цветет с мая по июнь.

## Распространение в России
Распространён в Европейской части России, в Западной Сибири и на Кавказе. Растёт на влажных лугах, по берегам рек, ручьёв, болотцев.
Лучше всего произрастает на влажных почвах. Выносит затопление длительностью 1—2 месяца. Благоприятно выносит засоление почвы и более вынослив к засолению, чем другие виды клевера. Способен прорастать на почвах содержащих более 1 % растворимых солей. Более устойчив к хлоридному и сульфатному засолению, чем карбонатному.

## Значение и применение
Охотно поедается всеми видами сельскохозяйственных животных и домашней птицей. Хорошо выносит выпас и стравливание.

## Таксономия
Вид Клевер земляничный входит в род Клевер (Trifolium) подсемейства Мотыльковые (Faboideae) семейства Бобовые (Fabaceae) порядка Бобовоцветные (Fabales).
|  |                                      |  |                                                             |                                                             |                   |  | ещё 3 семейства (согласно Системе APG II) | ещё 3 семейства (согласно Системе APG II) |                          |  |  |  | ещё около 470 родов | ещё около 470 родов    |  |  |
|  |                                      |  |                                                             |                                                             |                   |  | ещё 3 семейства (согласно Системе APG II) | ещё 3 семейства (согласно Системе APG II) |                          |  |  |  | ещё около 470 родов | ещё около 470 родов    |  |  |
|  |                                      |  |                                                             | порядок Бобовоцветные                                       |                   |  |                                           |                                           | подсемейство Мотыльковые |  |  |  |                     | вид Клевер земляничный |  |  |
|  |                                      |  |                                                             | порядок Бобовоцветные                                       |                   |  |                                           |                                           | подсемейство Мотыльковые |  |  |  |                     | вид Клевер земляничный |  |  |
|  | отдел Цветковые, или Покрытосеменные |  |                                                             |                                                             | семейство Бобовые |  |                                           |                                           | род Клевер               |  |  |  |                     |                        |  |  |
|  | отдел Цветковые, или Покрытосеменные |  |                                                             |                                                             |                   |  |                                           |                                           |                          |  |  |  |                     |                        |  |  |
|  |                                      |  | ещё 44 порядка цветковых растений (согласно Системе APG II) | ещё 44 порядка цветковых растений (согласно Системе APG II) |                   |  |                                           | ещё 2 подсемейства                        | ещё 2 подсемейства       |  |  |  | ещё около 300 видов |                        |  |  |
|  |                                      |  |                                                             | ещё 44 порядка цветковых растений (согласно Системе APG II) |                   |  |                                           |                                           | ещё 2 подсемейства       |  |  |  |                     |                        |  |  |